# Gieorgij de Dawydow
Gieorgij de Dawydow (ros. Георгий де Давыдов; ur. 25 marca 1874 w Kiszyniowie, zm. ?) – rosyjski strzelec, olimpijczyk.
Uczestnik Letnich Igrzysk Olimpijskich 1912, na których wystartował w czterech konkurencjach. Najwyższe miejsce w zawodach indywidualnych osiągnął w karabinie wojskowym w dowolnej postawie z 600 m, w którym uplasował się na 61. pozycji (startowało 85 zawodników). W drużynowym strzelaniu z karabinu wojskowego zajął 9. miejsce, osiągając najsłabszy rezultat w zespole (Rosjanie wyprzedzili wyłącznie Węgrów).

## Wyniki

### Igrzyska olimpijskie
| Igrzyska       | Konkurencja                              | Wynik                                         | Miejsce | Źródło |
| -------------- | ---------------------------------------- | --------------------------------------------- | ------- | ------ |
| Sztokholm 1912 | Karabin dowolny, trzy postawy, 300 m     | 635 pkt. (251–207–177)                        | 76      | [ 3 ]  |
| Sztokholm 1912 | Karabin wojskowy, trzy postawy, 300 m    | 68 pkt. (38–30)                               | 68      | [ 4 ]  |
| Sztokholm 1912 | Karabin wojskowy, dowolna postawa, 600 m | 70 pkt.                                       | 61      | [ 1 ]  |
| Sztokholm 1912 | Karabin wojskowy, drużynowo              | 1403 pkt. (druż.) 217 pkt. ind. (62–60–60–35) | 9       | [ 2 ]  |